# STS-77
STS-77 var ett rymdfärjeuppdrag som genomfördes 1996 med rymdfärjan Endeavour. Den sköts upp från Pad 39B vid Kennedy Space Center i Florida den 19 maj 1996. Efter tio dagar i omloppsbana runt jorden återinträdde rymdfärjan i jordens atmosfär och landade vid Kennedy Space Center.